# Pierre de Wiessant (Auguste Rodin)
Pierre de Wiessant es una escultura en bronce hecha por Auguste Rodin como parte de su grupo escultórico Los burgueses de Calais. En ella se representa a uno de los burgueses que en 1347, al inicio de la Guerra de los Cien Años (1337-1453), se ofrecieron a dar sus vidas para salvar a los habitantes de la sitiada ciudad francesa de Calais.
Antes de esta escultura, Rodin creó, entre 1884 y 1886, otros estudios de cada uno de los burgueses desnudos, a fin de cubrirlos después con lienzos para apreciar cómo se verían las figuras humanas con los ropajes que usaron al rendirse ante Eduardo III.
De Pierre de Wiessant en particular, Rodin hizo al menos dos maquetas y un ensayo antes de la postura final. En la primera maqueta se muestra al joven señalándose a sí mismo con la mano derecha en señal de cuestionamiento de su destino fatal. En el estudio desnudo ya no se señala, sino que usa su brazo en forma de defensa, que mantendrá hasta la versión final de la escultura. Elsen cita que Auguste hijo y el actor Coquelin Cadet han sido nombrados como posibles modelos de referencia.

## Galería

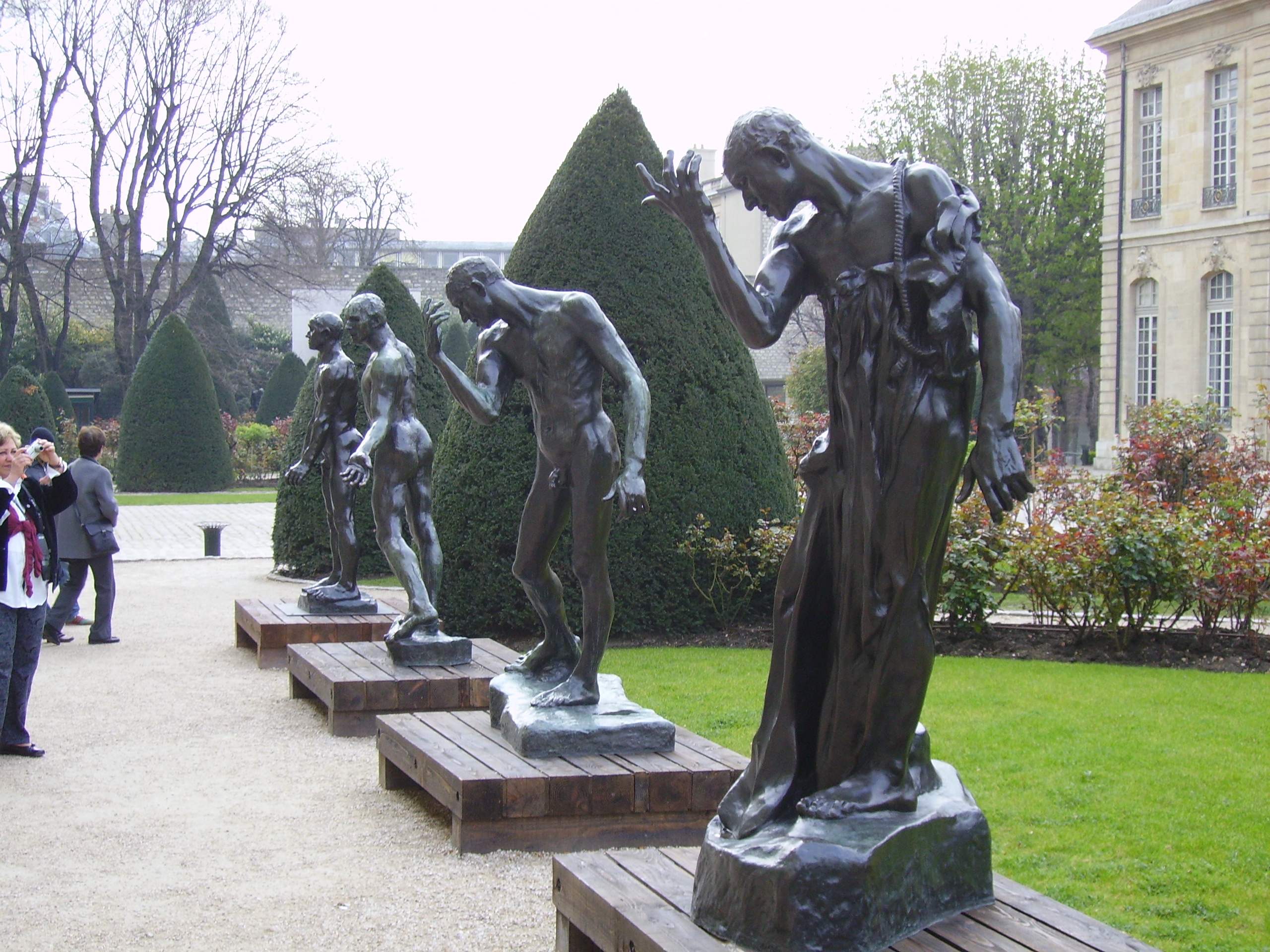
Dos estudios de Pierre de Wiessant en el Museo Rodin en París.
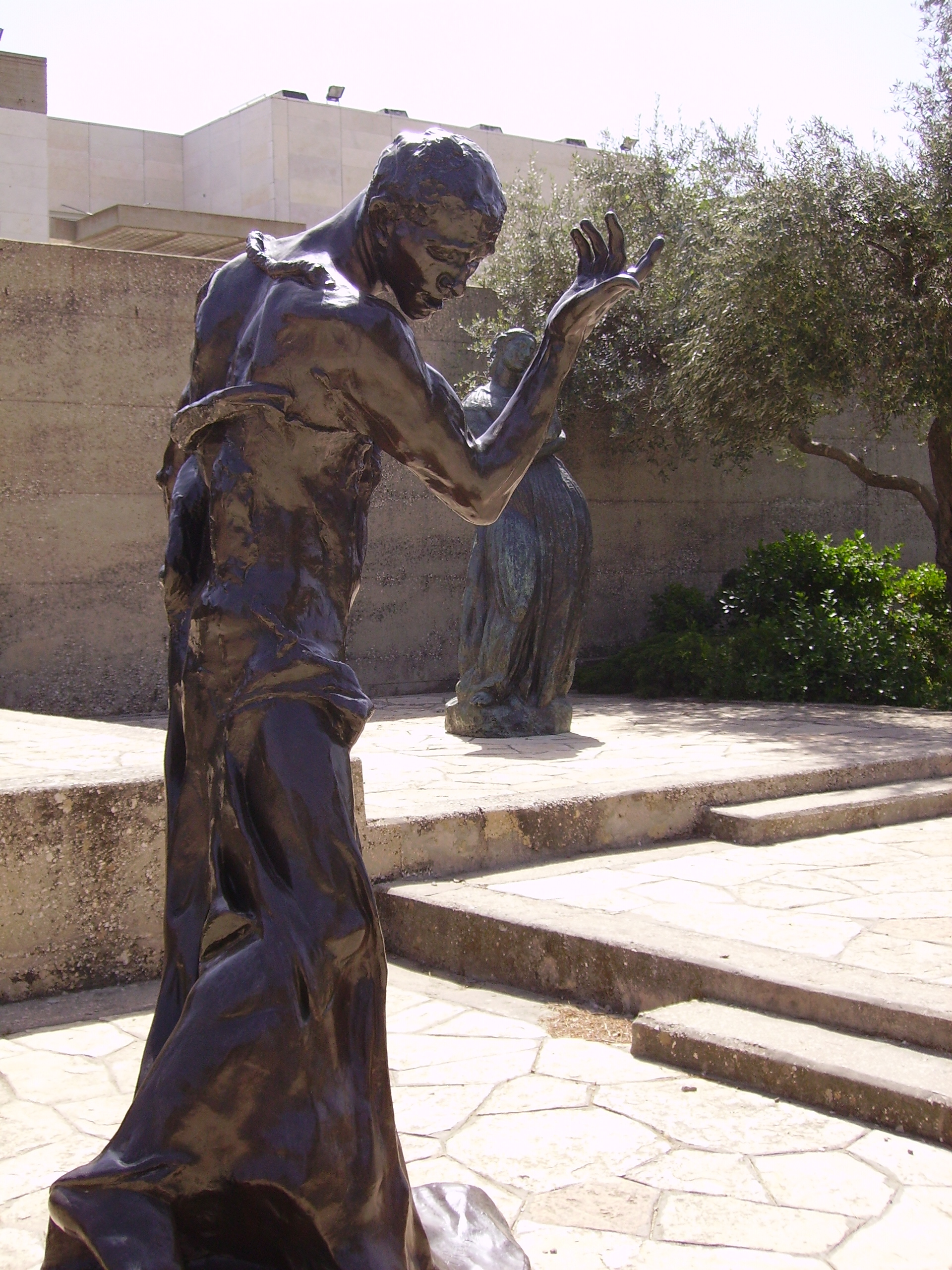
Pierre de Wiessant en el Museo de Israel, en Jerusalén.